# Kistolmács
Kistolmács község Zala vármegyében, a Letenyei járásban, a Zalai-dombságban, az Egerszeg–Letenyei-dombság területén.

## Fekvése
Nagykanizsától nyugatra, Letenyétől 7 kilométerre északra terül el, a Béci-patak völgyében; minden oldalról erdők határolják. Központján a Letenye-Bázakerettye között húzódó 7540-es út halad végig, közigazgatási területét egy rövid szakaszon a Borsta-Lenti közti 7537-es út is érinti.

## Története
A községről az 1200-as évekből maradt fenn dokumentum, 1235-től ismeretes, mint Tolmach. 1235-ben a település a Bánffy családé. 1524-ben a helység telkeinek több mint a fele elhagyatott volt.
1664-ben Tolmács magyar falu lett. 1703-ban kettő család, majd 1778-ban már 286 család lakja a települést. A 17. századból fennmaradt néhány műemlékvédelmi jellegű ház, kápolna, szobrok, emlékhelyek és keresztek. A község 1848 előtt úrbéres jelleget öltött, az Esterházyak uralták a település környéki erdőrengeteget. A település neve 1908-tól lett Kistolmács, amely ekkor már a letenyei járáshoz tartozott.
A községben 1912-ben épült a Római Katolikus Elemi Népiskola. A tanítás 1916-ban kezdődött meg egy tanítóval. Ekkor a község lakosságának lélekszáma 392 fő volt, de az 1949-es népszámláláskor elérte a 497 főt is. A lakosság a század elejétől földműveléssel, állattenyésztéssel, szőlő-, gyümölcstelepítéssel és termesztéssel foglalkozott. Uradalmi summás munkával, téli időben ölfavágással keresték a kenyerüket a családok, akik szegényesen éltek. Az 1940-es évek elején a lakosság egy része a Magyar-Amerikai Olajipari Rt. (MAORT) bázakerettyei üzemnél helyezkedett el, ahol akkor már jó kereseti lehetőség volt és abban az időben már Zalában több olajmezőt is feltártak.
Az 1848–49-es forradalom és szabadságharcban, az I. és II. világháborúban összesen 18 kistolmácsi lakos vesztette életét. Emlékükre 1992-ben a faluban emlékművet avattak.
Kistolmács községben 1938-ban épült fel a Kisboldogasszony-kápolna amely a 19. század elején előbb a bánokszentgyörgyi plébániához, majd később a borsfai, bázakerettyei, végül a letenyei plébániához tartozott.
A község határában az 1980-as évek közepén olaj- és szénhidrogén-kutatás következtében egy geológiai robbantás által nagy intenzitású forrásvíz tört a felszínre, melynek hozama eléri a 260 liter/perc mennyiséget. E lehetőséget kihasználva a Zalaerdő Zrt. tervezése alapján, a letenyei Nagyközségi Tanáccsal és a gazdasági egységekkel együtt, a Nyugat-dunántúli Vízügyi Igazgatóság koordinálásával megépült a 11 hektáros jóléti víztározó, melyet 1989. május 28-án adtak át a településnek üzemeltetésre.
1993-ban megépült a község egészséges ivóvíz-rendszere, 1994-ben kiépült a kábel-tv hálózat, először mindössze 11 csatornával, majd 2005-ben a tv-csatornák száma növekedett. 1995-ben 34 igénylővel kiépült a település telefon hálózata, jelenleg több, mint 40 lakás rendelkezik vezetékes telefonhálózattal.
1995-96-os évben elkészült kettő gépkocsiparkoló, melyek 120 személyautó befogadására alkalmasak. 1998-ban kialakításra került a strand mellett lévő épületben a vizes blokk, az illemhelyiségek, valamint a zuhanyzók.
A Közgazdasági Politechnikum Alternatív Gimnázium és az Alternatív Közgazdasági Gimnázium is itt tartja az évenként sorra kerülő nomád táborát.

## Közélete

### Polgármesterei
- 1990–1994: Marton Miklós (független)[3]
- 1994–1998: Marton Miklós (független)[4]
- 1998–2002: Marton Miklós (független)[5]
- 2003–2006: Marton Miklós (független)[6]
- 2006–2010: Tóth Károly (független)[7]
- 2010–2014: Birkás Zoltán (független)[8]
- 2014–2019: Birkás Zoltán (független)[9]
- 2019–2024: Birkás Zoltán (független)[10]
- 2024– : Birkás Zoltán (független)[1]

A településen a 2002. október 20-án megtartott önkormányzati választás után, a polgármester-választás tekintetében nem lehetett eredményt hirdetni, szavazategyenlőség miatt. Aznap a 149 szavazásra jogosult lakos közül 130 fő járult az urnákhoz, ketten érvénytelen szavazatot adtak le, az érvényes szavazatokból pedig egyaránt 62-62 esett a három, független jelölt közül kettőre, Marton Miklós addigi polgármesterre és egyik kihívójára, Birkás Zoltánra. Az emiatt szükségessé vált időközi polgármester-választást kicsit magasabb választói aktivitás mellett tartották meg, 2003. május 11-én; ezen Marton Miklós közel 69 %-os eredményt ért el kihívójával szemben.

## Népesség
A település népességének változása:
| Lakosok száma | 181  | 167  | 174  | 151  | 156  | 163  | 157  |
|               | 2013 | 2014 | 2015 | 2021 | 2022 | 2023 | 2024 |

A 2011-es népszámlálás idején a nemzetiségi megoszlás a következő volt: magyar 72%, cigány 25,67%, német 2,25%. A lakosok 86,8%-a római katolikusnak vallotta magát (12,6% nem nyilatkozott).
2022-ben a lakosság 90,4%-a vallotta magát magyarnak, 6,4% cigánynak, 1,9% egyéb, nem hazai nemzetiségűnek (9,6% nem nyilatkozott; a kettős identitások miatt a végösszeg nagyobb lehet 100%-nál). Vallásuk szerint 66,7% volt római katolikus, 3,8% egyéb keresztény, 2,6% egyéb katolikus, 2,6% felekezeten kívüli (24,4% nem válaszolt).

## Nevezetességei
- Csömödéri Állami Erdei Vasút
- Kistolmácsi-tó, melyet 1989-ben alakítottak ki 11 hektáron: szabadstrand, horgászási lehetőség.
- Kozár-forrás
- Szőlőhegyi kilátó
- Kisboldogasszony-kápolna (1938-ban épült), mellette egy 1734-es évszámmal ellátott Szent Család-szobor[14]
- Szent Donát-szobor a szőlőhegyen (1784-es évszámmal)[14]

## Képek

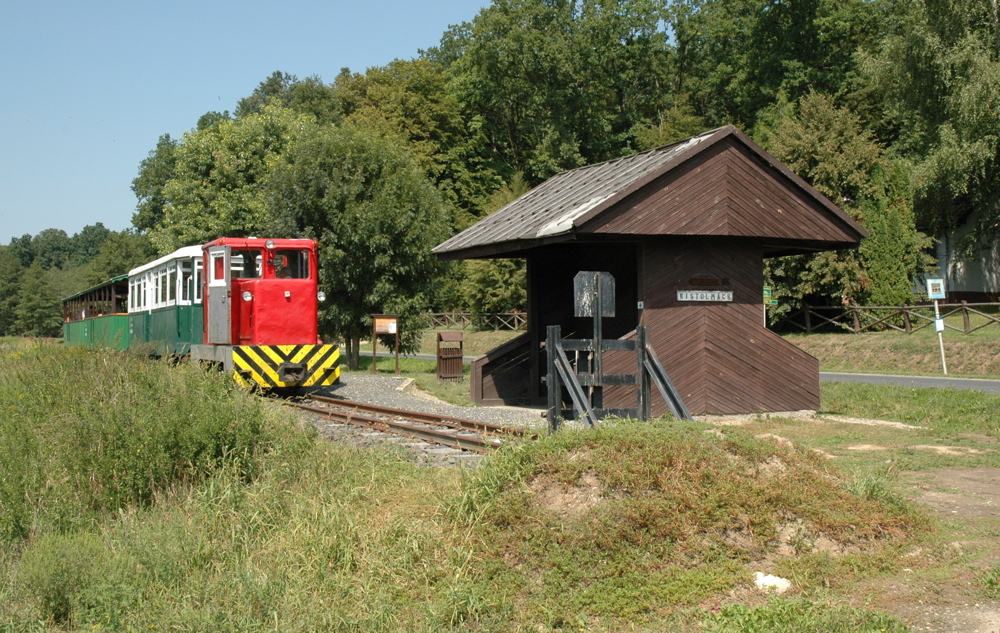
A kisvasút
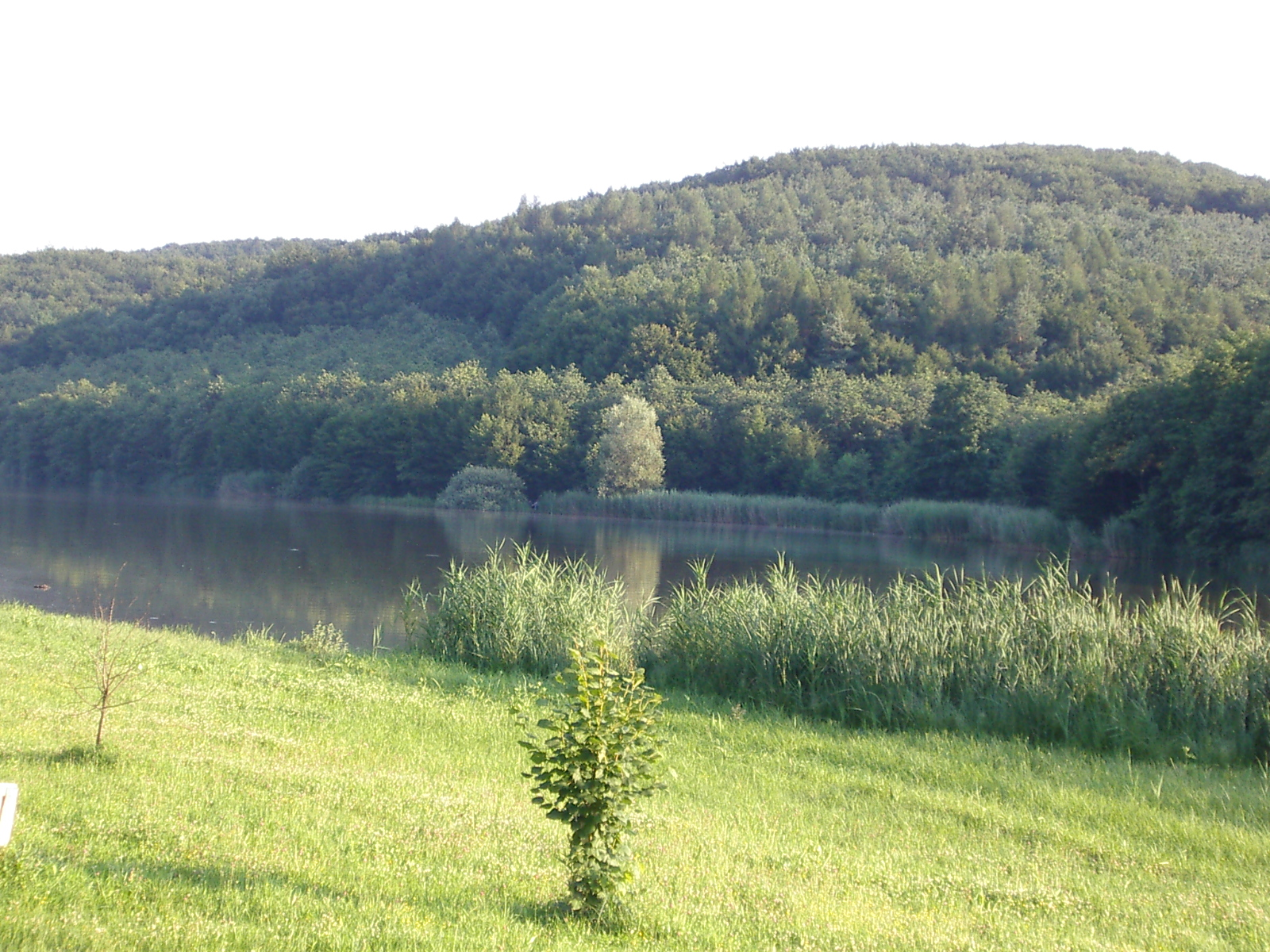
A Kistolmácsi-tó
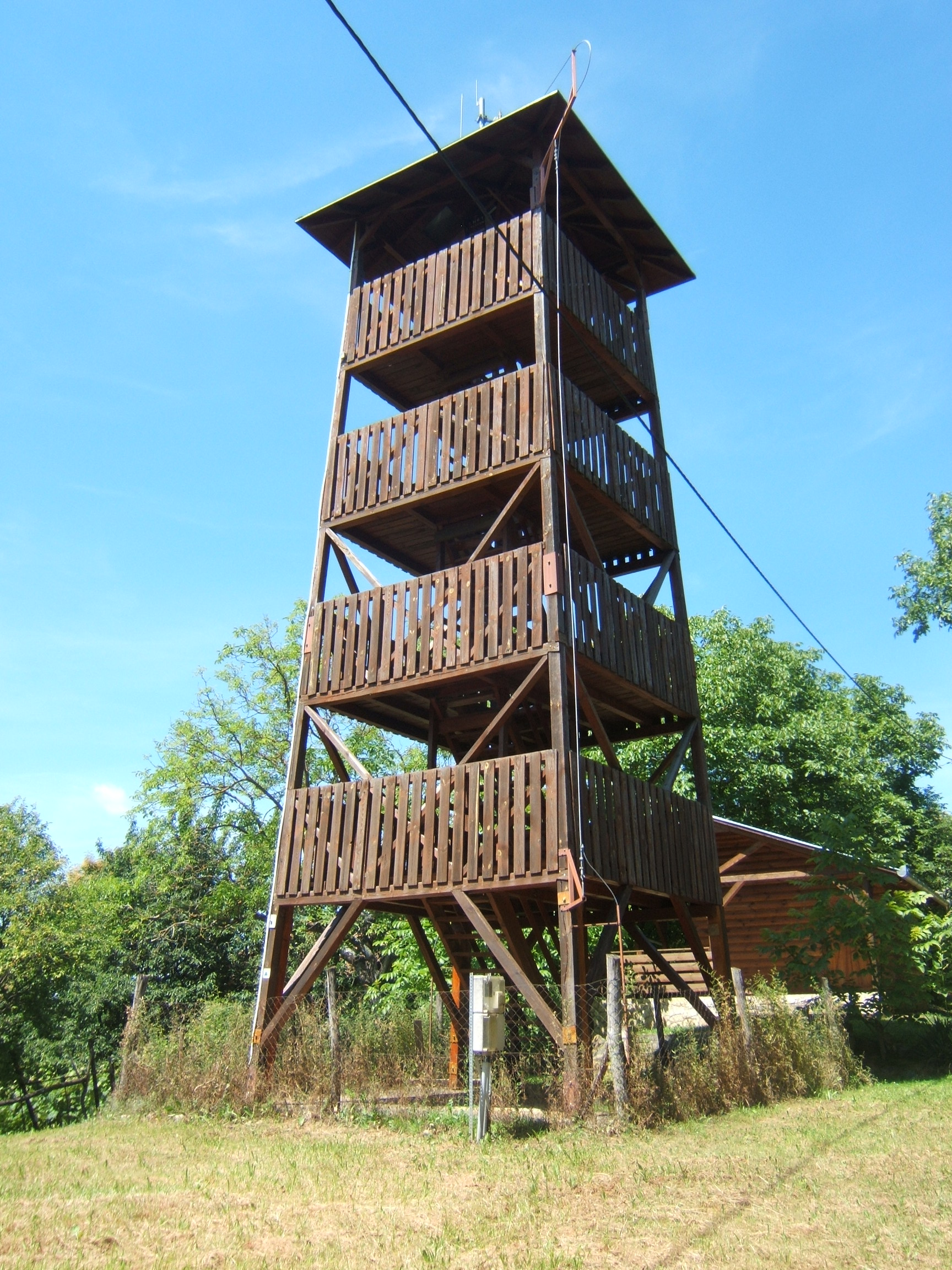
A kilátó
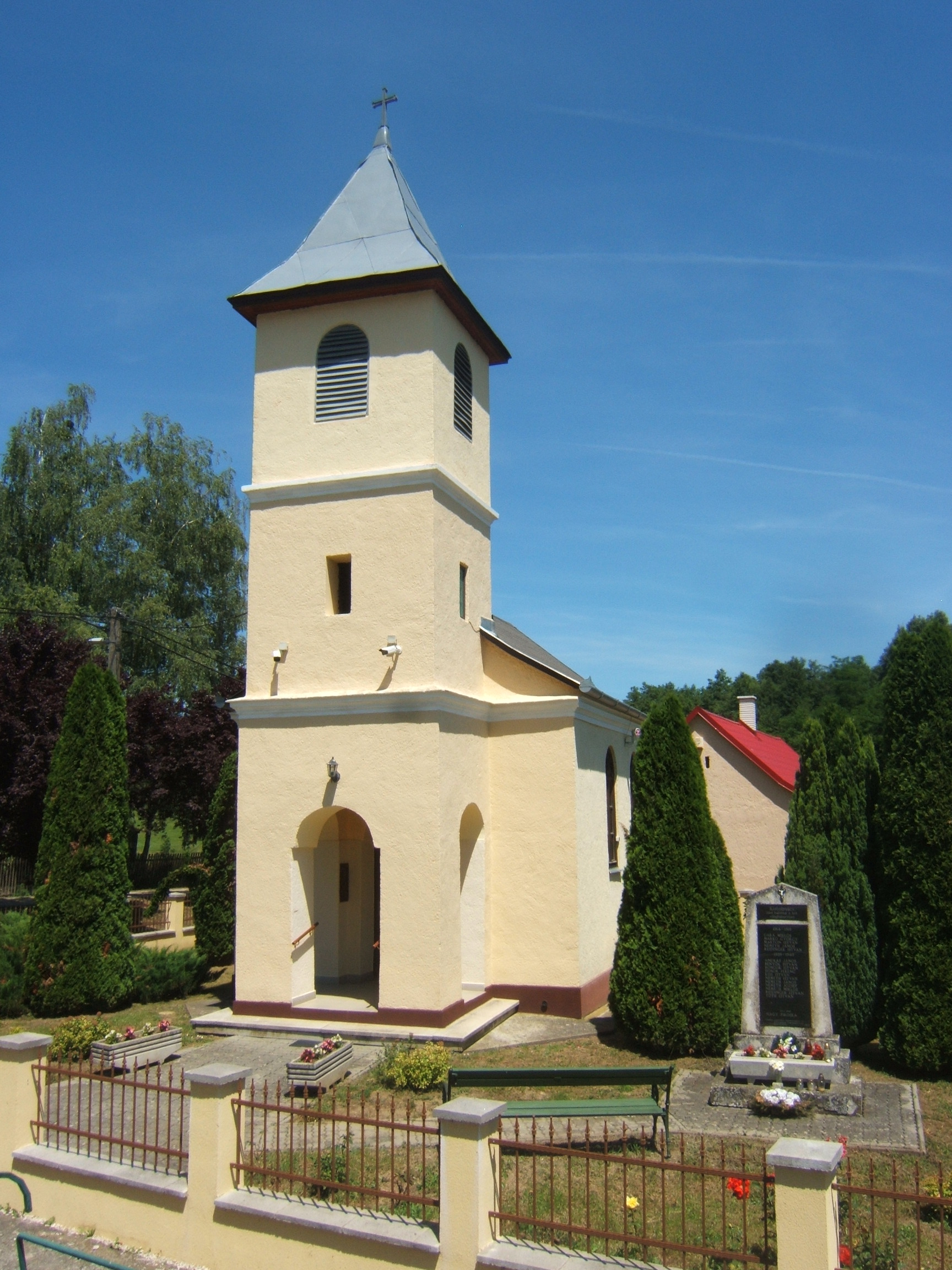
A kápolna
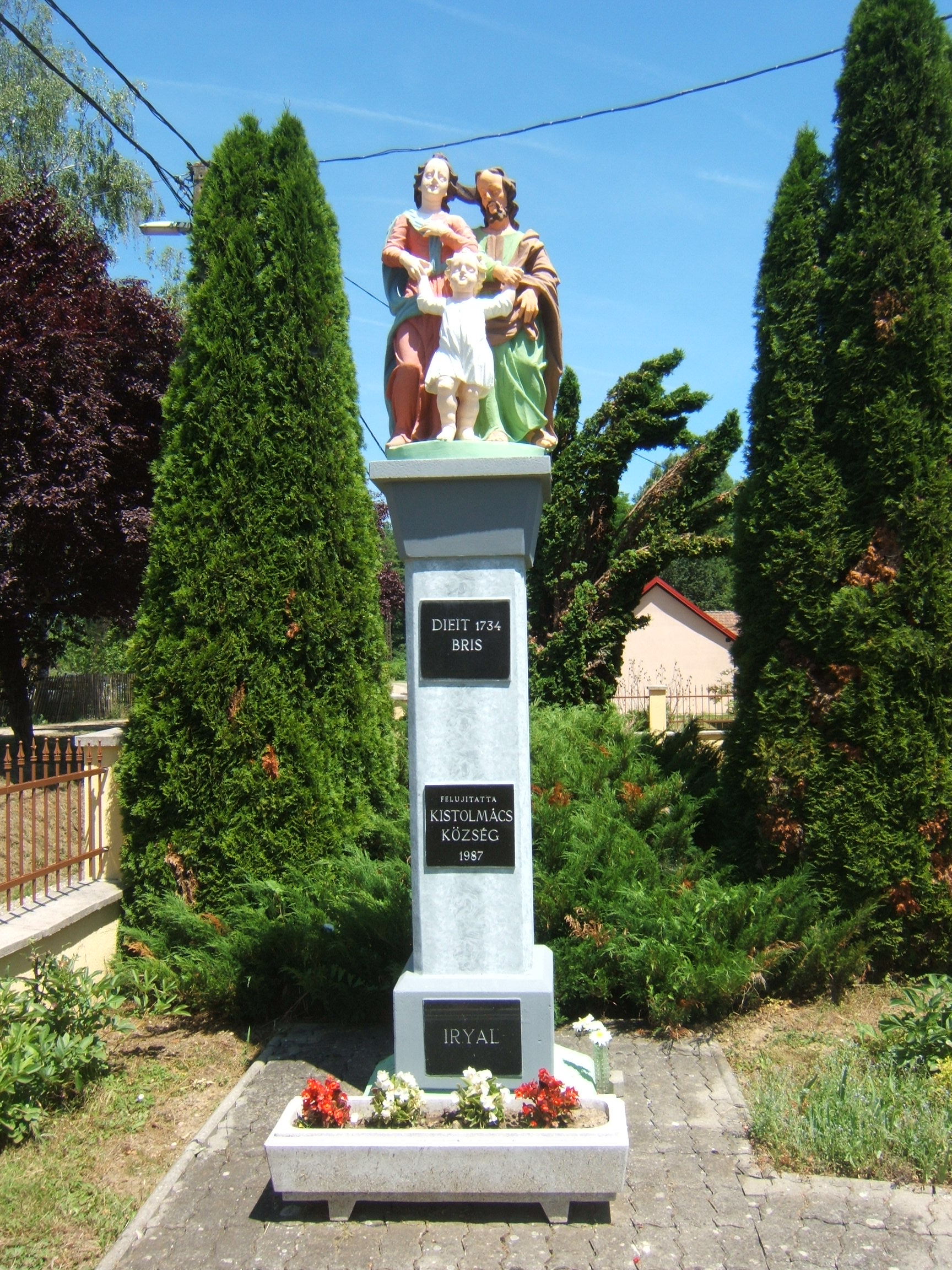
A Szent Család-szobor